# Special A
Special A (S・A スペシャル・エー Supesharu Ē?) es una serie de manga escrita e ilustrada por Maki Minami, que comenzó a publicarse el 1 de abril de 2003 bimensualmente en la revista ZA Hana to Yume. A partir del capítulo 4, el manga se presentó en la revista bisemanal Hana to Yume. Su publicación finalizó el 19 de marzo de 2009 con un total de 99 capítulos, ordenados en 17 volúmenes. Special A ha sido licenciado en varios países asiáticos, Alemania y los EE. UU. 
En 2007, Hana to Yume anunció un anime basado en Special A, creado por Gonzo y AIC, que fue emitido durante el año 2008. La serie animada tuvo 24 episodios. La serie fue licenciada en los Estados Unidos por Sentai Filmworks y fue transmitida en los canales Anime Network y Funimation Channel, fue doblada al inglés.

## Argumento
Desde pequeña, Hikari Hanazono entrenaba duro para convertirse en una poderosa luchadora libre, su esfuerzo le valió para ser la más fuerte de todas. Sin embargo, un día llegó a su casa un niño llamado Kei Takishima. Él venció rápidamente a Hikari, desde entonces la protagonista de la historia decide derrotarlo a cualquier costo yendo a su misma escuela. En el instituto Hikari, ha sido siempre sobresaliente en los estudios convirtiéndose en la alumna número dos de toda la escuela, pero sigue intentando superar a su eterno rival, Kei, quien siempre se lleva el primer puesto y la suele llamar señorita número dos. La academia en la que están es una institución para gente adinerada y se divide según el rendimiento de los estudiantes en secciones desde la "A" a la "F". Kei y Hikari, junto a otros cinco peculiares estudiantes, pertenecen al selecto grupo de la academia conocido como "Special A", la clase más sobresaliente de toda la escuela. La historia se desarrolla en torno a la vida escolar y los conflictos que hay entre los personajes de la clase "A", incluyendo como, a medida que la historia avanza, Hikari se da cuenta de que alberga sentimientos románticos por Kei.

## Personajes
Nota: esta información está basada en el anime "Special A".
Hikari Hanazono (華園 光 Hanazono Hikari?)
Seiyū: Yūko Gotō
Es el personaje protagonista de la historia y la número dos del S.A. Es una chica fuerte, hermosa, atlética e inteligente, con un sorprendente espíritu de superación y optimismo que normalmente contagia a los que la rodean. Es hija de un ama de casa y de un carpintero aficionado a las luchas, afición que le inculcó a su hija desde muy pequeña. Estudia y vive para vencer a su autoproclamado rival, Takishima Kei, que desde pequeños la derrota una y otra vez en cualquier cosa, actividad o reto que ambos desarrollen. Hikari a pesar de las muchas derrotas que ha tenido frente a él, siempre sigue adelante con la esperanza de sobrepasarlo. Su cumpleaños es el 26 de octubre. Es generalmente despistada, sobre todo para darse cuenta de los verdaderos sentimientos que Takishima tiene hacia ella. Uno de sus más recalcados defectos, es su deficiencia a la hora de cocinar, siendo malísima para preparar bolas de arroz y cualquier otro plato. Normalmente termina destruyendo la cocina y su indumentaria cuando lo intenta. Al final ella va a Londres a darle un regalo de cumpleaños a Kei y continúan con el reto de la flor pero al llegar al 'Big Ben' se cae el ramo de flores , pero antes agarrarlas Kei la detiene quedando empatados y finalmente se quedan juntos.
Kei Takishima (滝島 彗 Takishima Kei?)
Seiyū: Jun Fukuyama
Es el coprotagonista de la historia y el número uno del S.A. Muy por el contrario de Hikari, Takishima se muestra como un chico reservado, serio, frío y arrogante, aunque en el fondo y a medida que transcurre la historia va demostrando su lado más sensible y protector. Es perfecto en todo lo que hace, por lo que lo hace en especial difícil de superar. Es propenso a la ira cuando otro hombre se acerca a Hikari. Su cumpleaños es el 22 de noviembre . Es el hijo mayor del director general del “Grupo Takishima”, corporación descrita como una poderosa empresa administrativa con influencia en todo el mundo y cuya central se encuentra en Londres, Inglaterra. Con el tiempo se descubre que Oji-sama (su Padre) es solo el rostro tras la dirección de la empresa, ya que el cerebro es el mismo Kei. Desde siempre ha estado enamorado de Hikari, refiriéndose a ella como “la luz de su vida” (Hikari significa luz) haciendo referencia a que es la que le da alegría y diversión a su monótono y estresante estilo de vida. También se puede observar la admiración que tiene a Hikari, su determinación a sobre protegerla disimuladamente, así como sus intensos y evidentes celos, y que se muere por besarla. También es el único capaz de comer la comida que prepara Hikari sin problema alguno.
Jun Yamamoto (山本 純 Yamamoto Jun?)
Seiyū: Tsubasa Yonaga
Es el número tres del S.A. Es un chico tranquilo, amable y sonriente que sabe tocar el violín. Es hijo de un productor musical y una talentosa cantante.
Así como su hermana gemela, esta casi todo el tiempo apegado a Ryuu, ya que para ellos él es lo más parecido a un hermano mayor. 
En su infancia, el joven Jun quedó atrapado bajo el hechizo producido por un programa de televisión que veía frecuentemente. Desde entonces sufre de “Personalidad Doble”, la cual, con cualquier tipo de contacto amoroso, ya sea un beso o hasta una fija mirada a los ojos de la chica que le gusta, cambia totalmente de un pasivo chico a uno seductor y conquistador. En una ocasión beso a kei para molestar a Sakura. Los demás del S.A llaman a esta segunda personalidad como "el otro Jun" o "el Jun interno". Sakura se enamora de él y este en un comienzo huye permanentemente de ella para evitar su tan desagradable trasformación. Más adelante, se queda con Sakura al darse cuenta de que ella en verdad lo amaba y que no le importaba lo de su transformación.
Megumi Yamamoto (山本 芽 Yamamoto Megumi?)
Seiyū: Ayahi Takagaki
Es la hermana mayor y gemela de Jun y la número cuarto del S.A. Es una niña dulce y en especial alegre que posee un angelical rostro.
El rasgo más distintivo de Megumi es su forma de comunicarse, ya que en casi la totalidad de la serie (salvo en algunos momentos finales de la historia) utiliza el escrito en vez de la voz. Es así como, cada vez que quiere hablar, decir lo que piensa o siente, escribe un su cuaderno (o pizarra). En un comienzo parece ser simplemente un recurso cómico de la historia, pero sobre los capítulos finales se descubre que la razón de esta extraña característica es el esfuerzo de Megumi por cuidar a toda costa sus cuerdas vocales. Es aficionada al canto, aunque su voz es tan potente y resonante que ninguno de sus compañeros del S.A han logrado escucharla sin desmayarse o quedar momentáneamente sordos. Al principio parece estar enamorada de Ryuu pero luego termina enamorándose de Yahiro durante una cita con él donde tenía como objetivo distraer a Yahiro para que este no sufriera por Akira. Al final de la serie se ve que ambos están juntos. Y gracias a Yahiro, Megumi descubre que al cantar desde lejos las personas logran escuchar su voz y apreciarla mejor sin que esta cause alguna explosión o malestar en los oyentes, como solía ocurrir anteriormente.
Tadashi Karino (狩野 宙 Karino Tadashi?)
Seiyū: Hiro Shimono
Es el número cinco del S.A e hijo de la Directora de la Academia Hakusen. Es el más despreocupado y poco sofisticado de todos los miembros. De los seis restantes de la clase, es el que más se parece a Hikari, siendo evidente lo iguales que son cuando estos salen en una cita improvisada. Tiene un alma de niño, es aventurero, rebelde y glotón. Es esta última característica la que molesta de gran manera a Akira, quien normalmente lo golpea por su irresponsable actitud y sus fastidiosas ansias de comer a la hora del té. Tiene una especial fobia por el salto Bungee y las entrevistas matrimoniales. Esta última la supera luego de que encara a su madre diciéndole que no le interesan las relaciones amorosas. Su otra fobia aun así la mantiene y comúnmente su madre lo chantajea con esta. Tadashi, además, es un habilidoso conductor de motocicleta, cosa que resulta muy útil a la hora de ayudar a sus compañeros cuando estos necesitan un transporte rápido. Al final termina saliendo con Akira.
Akira Todou (東堂 明 Toudou Akira?)
Seiyū: Hitomi Nabatame
Es la número seis dentro del S.A. Es la chica más sofisticada del grupo, es fina, adora la ropa, ir de compras y la hora del té, la cual ella considera sagrada y es cuando se dedica por sí misma a hacer diferentes bocadillos cada día para sus compañeros. Es la única hija del presidente de una agencia de viajes. Su cumpleaños es el 2 de abril.  Tiene una enorme y casi enfermiza devoción por Hikari, viéndola como la hermana que siempre quiso tener, mejor amiga e incluso modelo a seguir. Demuestra su cariño abrazándola constantemente, e igualmente, demuestra sus celos para cualquiera que amenace con quitársela o hacerle daño, en especial con Takishima Kei. A lo largo de la serie Kei y Akira se enfrentan cómica y algunas veces indirectamente por Hikari.
Su infancia la compartió junto a Takishima y Yahiro. En ese entonces era una persona muy diferente: tímida y solitaria.
Ryū Tsuji (辻 竜 Tsuji Ryū?)
Seiyū: Kazuma Horie
Es el séptimo y último miembro de la clase S.A. Es por mucho el más relajado del grupo, tranquilo y además de buen corazón.
Siempre ha sido el número siete, pero eso no se debe a que sea menos inteligente que los demás, sino más bien es porque durante casi la totalidad de su tiempo se la pasa cuidando de los gemelos Yamamoto, lo que por consecuencia hace que disminuya su rendimiento académico. Si no fuese por eso, su capacidad superaría incluso a la de Hikari y tal vez a Kei, siendo este último quien lo afirma. Su más grande fascinación y debilidad es el amor por los animales. En su departamento tiene una habitación que recrea un ambiente selvático donde habitan sus criaturas que van desde pequeños monos hasta incluso cocodrilos, leones y un enorme elefante. A pesar del ambiente romántico que vive el resto del grupo, Ryū nunca se interesó por tener novia.
aunque en el manga se muestra que está enamorado de Fin quien al principio se vestía de hombre pero en realidad es mujer.
Yahiro Saiga (雑賀 八尋 Saiga Yahiro?)
Seiyū: Kishō Taniyama
Es un amigo de la infancia de Kei y Akira, y es lo más parecido a un antagonista en la historia. Yahiro es manipulador, arrogante y por sobre todo obsesionado.
Durante la mayor parte de la serie se lo pasa fastidiando a los miembros del S.A y específicamente a sus antiguos amigos. En un principio su entidad es cubierta por un tanto de misterio, siempre haciendo jugarretas en las sombras. Más adelante se descubre que lo único que quería era proteger a Akira de cualquier persona (que él considerara un peligro) pues desde siempre ha guardado un profundo amor por ella. Luego de que Akira lo perdonara, se da cuenta de que ella ya no está interesada en él y se aleja de ella para no volver a molestarla. Más adelante Megumi nota su tristeza a causa de Akira y acuerda una cita con él para animarlo, donde ella muestra comprenderlo y lo conmueve cantándole una canción. Al final ambos se enamoran y se muestran juntos en el último capítulo.
Sakura Ushikubo (牛窪 桜 Ushikubo Sakura?)
Seiyū: Yumi Kakazu
Es una enérgica chica peli rosada que estudia en la misma academia de Yahiro. Lo que más odia Sakura son las mentiras (tanto así que golpea salvajemente cuando descubre a un metiroso). Es la hija del presidente de una importante compañía aleida con el grupo Takishima.
Inicialmente se presenta como la prometida de Kei, pero al tiempo confiesa que este no le atrae demasiado y que su gusto de hombres son los más parecidos a un mágico príncipe. Se enamora a primera vista de Jun, y desde entonces usa todos los medios para acercarse a él y conquistarlo (insistiendo aun con los múltiples rechazos). Al final Jun acepta a Sakura luego de enterarse de que a ella le gustan sus dos personalidades.

## Media

### Manga
La obra está recopilada en 17 volúmenes. Tanto en el 1.º como en el 11.º se incluyen historias del tipo one-shot: Mikansei Chorus y Shoku no Miyako (Food Paradise), respectivamente.
| Volumen | Fecha de publicación en Japón | Fecha de publicación en Estados Unidos |
| ------- | ----------------------------- | -------------------------------------- |
| 01      | 16 de julio de 2004           | 6 de junio de 2007                     |
| 02      | 16 de diciembre de 2004       | 1 de enero de 2008                     |
| 03      | 18 de marzo de 2005           | 4 de marzo de 2008                     |
| 04      | 19 de agosto de 2005          | 6 de mayo de 2008                      |
| 05      | 18 de noviembre de 2005       | 1 de julio de 2008                     |
| 06      | 17 de marzo de 2006           | 2 de septiembre de 2008                |
| 07      | 18 de agosto de 2006          | 4 de noviembre de 2008                 |
| 08      | 17 de noviembre de 2006       | 6 de enero de 2009                     |
| 09      | 19 de febrero de 2007         | 3 de marzo de 2009                     |
| 10      | 19 de julio de 2007           | 5 de mayo de 2009                      |
| 11      | 19 de noviembre de 2007       | 7 de julio de 2009                     |
| 12      | 19 de febrero de 2008         | 1 de septiembre de 2009                |
| 13      | 18 de abril de 2008           | 3 de noviembre de 2009                 |
| 14      | 17 de julio de 2008           | 5 de enero de 2010                     |
| 15      | 19 de noviembre de 2008       | 2 de marzo de 2010                     |
| 16      | 19 de marzo de 2009           | 6 de julio de 2010                     |
| 17      | 19 de junio de 2009           | 2 de noviembre de 2010                 |

### Anime

#### Lista de episodios
| #  | Título                                                                               | Fecha de Emisión Japón   |
| -- | ------------------------------------------------------------------------------------ | ------------------------ |
|    |                                                                                      |                          |
| 1  | «Hikari・Kei» «Hikari・Kei» (光・彗)                                                 | 6 de abril de 2008       |
| 2  | «Orgullo・Lucha» «Puraido・Puroresu» (プライド・プロレス)                            | 13 de abril de 2008      |
| 3  | «Bola de Arroz･Sinceridad» «Onigiri･Magokoro» (おにぎり･まごころ)                    | 20 de abril de 2008      |
| 4  | «Hermanos･Maestro» «Kyoudai･Sensei» (兄弟･先生)                                      | 27 de abril de 2008      |
| 5  | «Festival･Juego» «Matsuri･Shoubu» (祭り･勝負)                                        | 4 de mayo de 2008        |
| 6  | «Invitación・La Casa de Saika» «Shoutaijou・Saiga Yakushi» (招待状･雑賀邸)           | 11 de mayo de 2008       |
| 7  | «Sensible・Insensible» «Binkan・Donkan» (敏感・鈍感)                                 | 18 de mayo de 2008       |
| 8  | «Viaje・Perro» «Tabi・Inu» (旅・犬)                                                  | 25 de mayo de 2008       |
| 9  | «Villa・Carta» «Bessou・Tegami» (別送・手紙)                                         | 1 de junio de 2008       |
| 10 | «Ancla・Ryuu» «Shingari・Ryuu» (殿・竜)                                              | 8 de junio de 2008       |
| 11 | «Novia・Novio» «Kanojo・Kareshi» (彼女・彼氏)                                        | 15 de junio de 2008      |
| 12 | «Fiebre・Pasión» «Kounetsu・Jounetsu» (高熱・情熱)                                   | 22 de junio de 2008      |
| 13 | «Magia・Amigos» «Mahou・Tomodachi» (魔法・友達)                                      | 29 de junio de 2008      |
| 14 | «Quiero Protegerte・Lo Siento» «Mamori tai・Gomen ne» (守りたい・ごめんね)           | 6 de julio de 2008       |
| 15 | «Moral・Muy Bueno» «Jingi・Joutou» (仁義・上等)                                      | 13 de julio de 2008      |
| 16 | «Amor・Beso» «Suki・Kisu» (好き・キス)                                               | 20 de julio de 2008      |
| 17 | «Abstención・Sonrisa» «Enryo・Egao» (遠慮・笑顔)                                     | 27 de julio de 2008      |
| 18 | «Toudou・Karino» «Toudou・Karino» (東堂·狩野)                                        | 3 de agosto de 2008      |
| 19 | «Voz・Chicos Malos» «Utagoe・Warumono» (歌声・悪者)                                  | 10 de agosto de 2008     |
| 20 | «Interruptor・Acantilado» «Suicchi・Gakeppuchi» (スイッチ・崖っぷち)                 | 17 de agosto de 2008     |
| 21 | «Enemigo・Se hace realidad» «Teki (kana) u・Kanou (kana) u» (敵(かな)う・叶(かな)う) | 24 de agosto de 2008     |
| 22 | «Amor・Extraño» «Koi・Hen» (恋・変)                                                  | 31 de agosto de 2008     |
| 23 | «SA・FA» «SA・FA» (SA・FA)                                                           | 7 de septiembre de 2008  |
| 24 | «Hikari Hanazono・Kei Takishima» «Hanazono Hikari・Takishima Kei» (華園 光·滝島 彗)  | 14 de septiembre de 2008 |

#### Reparto[4]
| Personaje        | Seiyū                               |
| ---------------- | ----------------------------------- |
| Hikari Hanazono  | Yūko Gotō                           |
| Kei Takishima    | Jun Fukuyama Kaori Shimizu (niño)   |
| Jun Yamamoto     | Tsubasa Yonaga                      |
| Megumi Yamamoto  | Ayahi Takagaki                      |
| Tadashi Karino   | Hiro Shimono                        |
| Akira Tōdō       | Hitomi Nabatame                     |
| Ryū Tsuji        | Kazuma Horie                        |
| Hajime Kakei     | Yoshinori Fujita                    |
| Yahiro Saiga     | Kishō Taniyama Ami Koshimizu (niño) |
| Sakura Ushikubo  | Natsuko Kuwatani                    |
| Chitose Saiga    | Ami Koshimizu                       |
| Aoi Ogata        | Kōji Yusa                           |
| Jiro Hanazono    | Atsushi Imaruoka                    |
| Satoru Takishima | Megumi Ogata                        |
| Sui Takishima    | Kaori Shimizu                       |
| Atsushi Hanazono | Mitsuhiro Ichiki                    |
| Masako Hanazono  | Makiko Nabei                        |